# 諾伊納爾普峰

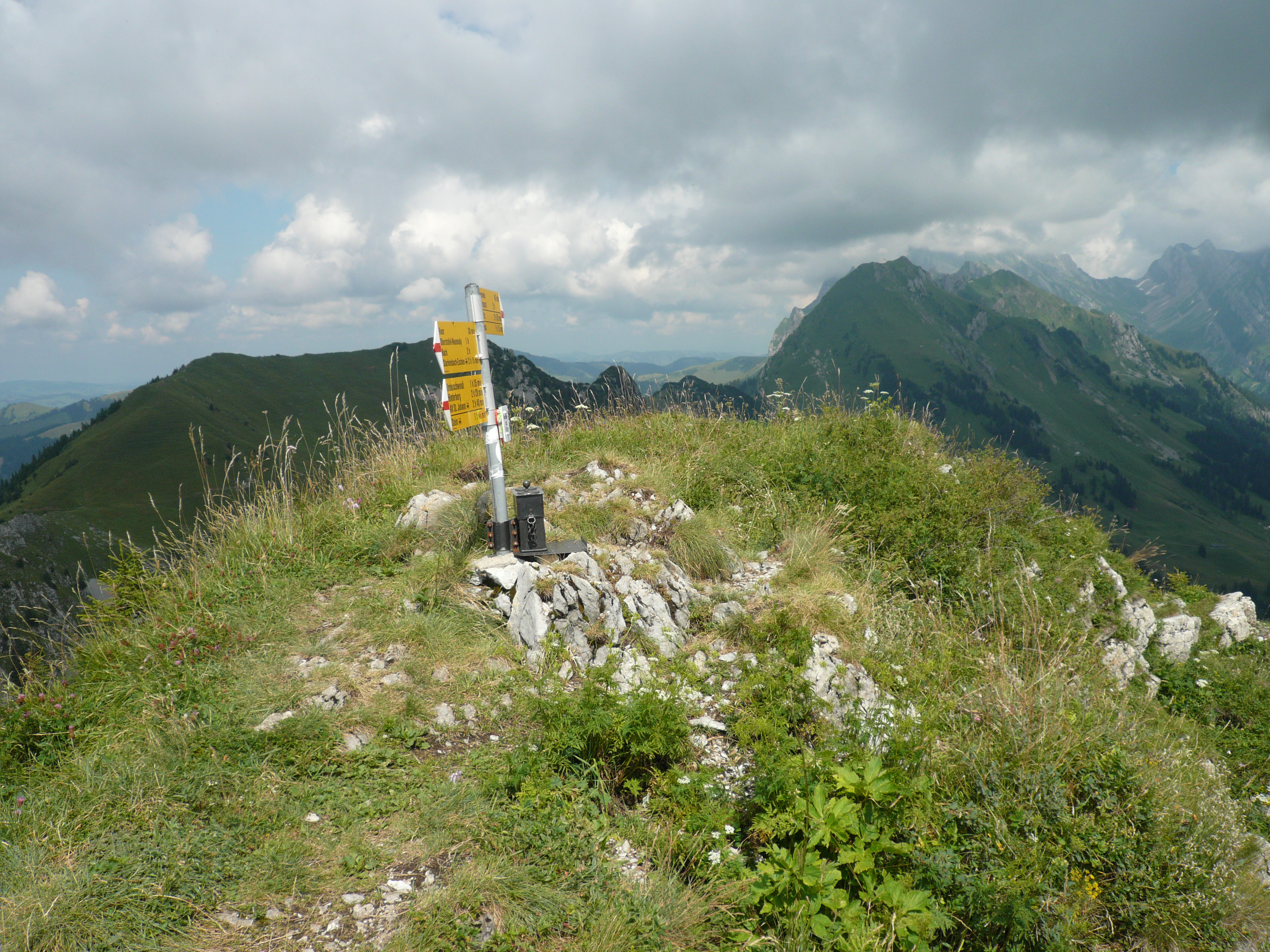

47°12′27″N 9°15′06″E / 47.20759°N 9.25178°E
諾伊納爾普峰（德語：Neuenalpspitz），是瑞士的山峰，位於該國東北部，由聖加侖州負責管轄，屬於阿爾卑斯坦山脈的一部分，海拔高度1,816米，每年平均降雨量1,954毫米。==參考資料==